# Heldritt
Heldritt is een plaats in de Duitse gemeente Bad Rodach, deelstaat Beieren, en telt 800 inwoners.